# Mary (Mondkrater)
Mary ist ein sehr kleiner Einschlagkrater auf der Mondvorderseite an der Grenze von Mare Serenitatis und Mare Tranquillitatis, nordöstlich des Kraters Dawes und westlich von Fabrioni.
Die namentliche Bezeichnung geht auf eine ursprünglich inoffizielle Bezeichnung auf Blatt 42C3/S2 der Topophotomap-Kartenserie der NASA zurück, die von der IAU 1976 übernommen wurde.